# Turbo Debugger
Turbo Debugger – program narzędziowy do analizy kodu i debugowania innych programów na poziomie kodu maszynowego (debugger). Program został wydany przez firmę Borland w 1988 roku w pakiecie z innymi narzędziami Turbo. Program początkowo był dostępny w wersji dla systemu MS-DOS, a później również dla systemu Windows. 
W pierwotnym pakiecie Turbo oprócz debuggera był również Turbo C, Turbo Pascal i Turbo Assembler. Turbo Debugger był dostępny również w pakiecie Borland C++ obok zintegrowanego debuggera.
Turbo Debugger miał możliwość debugowania różnych rodzajów programów po ich kompilacji. TD mógł działać jako program niezależny, a nawet miał możliwość debugowania zdalnego z innego komputera połączonego przez port szeregowy. Był również zintegrowany z programami okienkowymi, w tym z Turbo Pascalem oraz Turbo C, a później z Borlandem C++.
Program został wyróżniony przez magazyn Byte i był chwalony za swoją intuicyjność oraz nazwany szwajcarskim scyzorykiem programisty (ang. a programmer's Swiss army knife).